# 宮古島市立南小学校
宮古島市立南小学校（みやこじましりつ みなみしょうがっこう）は、沖縄県宮古島市（宮古島）にある市立小学校である。

## 沿革
- 1986年（昭和61年）11月1日 - 平良市南小学校設置、開校準備室開設。
- 1987年（昭和62年）
  - 3月22日 - 平良第一小学校分離式。
  - 4月1日 - 平良市立南小学校として開校。
  - 10月10日 - 校歌・校旗制定式。
- 1997年（平成9年）2月2日 - 創立10周年記念祝賀会開催。
- 2002年（平成14年）8月9日 - 児童用コンピュータ20台設置。
- 2005年（平成17年）10月1日 - 市町村合併により、宮古島市立南小学校に改称。
- 2006年（平成18年）11月5日 - 創立20周年記念式典挙行、祝賀会開催。
- 2017年（平成29年）2月9日 - 創立30周年記念学芸会開催し、創立30周年記念功労賞・感謝状贈呈式を行った。

## 通学区域と進学先中学校
出典

### 通学区域
- 平良字下里（227番～272番、298番～398番、402番～405番、228番1号、244番、263番(県営南団地)）
  - 該当地区は南西二区自治会
- 平良字下里（407番～512番、647番～694番）
  - 該当地区は大三俵二区自治会
- 平良字下里（907番～910番、970番～1000番、1021番～1121番）
  - 該当地区は大原二区自治会
- 平良字下里（998番(1号、3号、5号、6号、7号、8号、9号)、1001番～1006番、1011番～1019番、1020番(2号、3号、4号、6号)）
  - 該当地区は大原三区自治会
- 平良字下里（1006番～1007番、1010番1号、1020番2号(市営団地)）
  - 該当地区は馬場自治会
- 平良字下里（1293番～1299番、1300番～1308番、1331番～1355番、1406番～1761番）
  - 該当地区は腰原1区自治会
- 平良字下里（1178番～1199番、1200番～1248番、1259番2号、1265番～1276番、1291番、1310番～1329番、1356番～1382番）
  - 該当地区は腰原2区自治会
- 平良字久貝（1080番2号～1270番）
  - 該当地区は久貝自治会
- 平良字松原（1136番～1599番）
  - 該当地区は松原自治会

### 進学先中学校
- 宮古島市立平良中学校

## アクセス
- 宮古協栄バス「系統4番」与那覇嘉手苅線「市営住宅前」バス停下車後、徒歩約410m・約7分。
- 平良港フェリーターミナルから、車で約2.5km・約4分。
- 宮古空港から、
  - 車で約5.3km・約10分。
  - 上記路線バスで、「市営住宅前」バス停まで8分（朝の嘉手苅発協栄車庫行始発便は空港は通過）[2]、下車後徒歩。

## 周辺
- 宮古島市立南幼稚園 - 同一建物内にあり、進級前幼稚園でもある。
- 宮古野球場
- 宮古ボウリングセンター（2022年1月10日閉店[3]）
- 三和自動車学校
- おおはらクリニック
- 内閣府沖縄総合事務局宮古運輸事務所
- 宮古島市立平良第一小学校
- 宮古島市立平一幼稚園 - 平良第一小学校敷地内